# Чарнолуский, Владимир Иванович
Владимир Иванович Чарнолуский (12 [24] сентября 1865, Сачковичи, Черниговская губерния — 2 ноября 1941, Пушкино, Московская область) — деятель в области народного образования и общественно-педагогического движения, профессор (1924), доктор педагогических наук (1935). Один из создателей отечественной систематической педагогической библиографии в России. Один из основателей Всероссийского учительского союза.

## Биография
Родился в 1865 году в селе Сачковичи Черниговской губернии (ныне в Брянской области) в семье Ивана Федоровича Чарнолуского, участкового мирового судьи Новозыбковского уезда и земского гласного. 
После окончания Новозыбковского реального училища он экстерном сдал экзамены в Полтавской классической гимназии и в 1884 году поступил юридический факультет Московского университета. В то время там преподавали такие известные ученые, как  В. О. Ключевский, М. М. Ковалевский, Ю. С. Гамбаров, А. И. Чупров, И. И. Янжул.
Но за нелегальную деятельность, участие в студенческих беспорядках и политическую неблагонадёжность в ноябре 1887 года В. И. Чарнолуского исключили из университета , предписав ему покинуть столицу с правом выбора другого города для жительства. Он вернулся в Новозыбков под негласный надзор полиции, а затем продолжил обучение в Киевском университете и в 1889 году окончил его, со степенью «кандидат прав». В начале 1890 года занял должность земского начальника в Новозыбковском уезде. Письмоводителем (секретарем) при нем стал близкий друг Чапнолуского  ещё по гимназии — Генрих Фальборк. В Новозыбковском уезде (село Рыловичи) В. И. Чарнолуский организовал строительство сельского народного дома и подарил его библиотеке две тысячи книг. 
В 1891 году В.И. Чарнолуский  переехал в Санкт-Петербург, в 1891—1897 гг. работал в Санкт-Петербургском комитете грамотности, состоял секретарём до его закрытия. Чарнолуский принял участие в разработке устава Комитета, концепции всеобщего обучения и других вопросов, создании издательской комиссии в составе Комитета, в работе его справочного отдела. Во время работы в Комитете он сотрудничал с такими выдающимися людьми, как  В. И. Вернадский, П. Ф. Каптерев, А. Н. Калмыкова, Ф. Ф. Ольденбург и С. Ф. Ольденбург, князь Д. И. Шаховской, Я. Г. Гуревич. По инициативе и методике Владимира Ивановича Комитетом была проведена перепись российских начальных школ. Материалы этого первого всестороннего исследования народного образования в России были обобщены в фундаментальном труде «Начальное народное образование в России», редактором которого он состоял совместно с Г. А. Фальборком. Исследование, начатое Санкт-Петербургским комитетом грамотности, было закончено Императорским Вольным экономическим обществом (до 1903 года вышли тома 1, 2 и 4).
Чарнолуский инициировал общественную кампанию по открытию в России сельских библиотек, а его работа в издательской комиссии Комитета грамотности состояла в публикации и распространении дешёвых книг (произведений классической русской литературы) и снабжении земских школ учебниками.
После 1897 года — один из организаторов издательства марксистского толка «Знание» в Санкт-Петербурге. Выступал с резкой критикой правительственной политики в области образования, за что в начале 1900 года был арестован и сослан в Архангельскую губернию. По возвращении из ссылки — активный член «Союза освобождения», в 1905—1907 годах участвовал в деятельности Всероссийского учительского союза (ВУС), избирался в его Центральное бюро. Стремился превратить общественное-педагогическое движение в действенную силу, способствующую развитию просвещения.
В 1906 году входил в правление петербургской Лиги образования, где внёс на рассмотрение проект создания при ней Центрального справочного бюро образования и воспитания, а также педагогической библиотеки, музея и архива, которые должны были способствовать расширению кругозора учителей, формированию их мировоззрения.
В 1908—1916 разработал (совместно с Г. А. Фальборком и др.) демократическую программу реформирования системы российского образования, которая предусматривала децентрализацию управления образованием, разнообразие источников финансирования, расширение автономии школ, создание школьных советов, в которые должны войти учителя. Эту многоцелевую программу намечалось осуществлять через государственные органы с привлечением педагогических, кооперативных и других общественных организаций.
Всячески подчёркивал необходимость создания правовой базы образования. Его труд «Настольная книга по народному образованию» (т. 1—4, 1899—1911), изданный также совместно с Г. А. Фальборком, содержал полный свод законов, распоряжений и справочных сведений по вопросам школьного и внешкольного образования. Кроме того, напечатал ряд статей по вопросам народного образования в «Русском Богатстве», «Северном Вестнике» и др.
После Февральской революции 1917 года вошёл в Комитет по народному образованию при Министерстве народного просвещения Временного правительства (председатель бюро и руководитель двух комиссий). Способствовал сплочению вокруг Комитета видных педагогов. Под руководством Чарнолуского были разработаны основные принципы реформы образования, воплотившиеся в таких документах, как «О единой общественной общеобразовательной школе» (октябрь 1917) и «Временное положение о единой общественной общеобразовательной школе» (тогда же). Но это положение так и не вступило в силу, а 20 ноября 1917 года. Комитет был упразднен декретом Совнаркома.
В своем труде «Культура социальной личности» (рукопись не опубликована, хранится в научном архиве РАО) В.И. Чарнолуский обосновал концепцию «единой общей гармонической школы».
С 1919 года работал в Новозыбковском уездном отделе народного образования, с 1921-го — в Наркомпросе РСФСР.
Был среди инициаторов создания в 1923 году будущей Государственной библиотеки по народному образованию. Одновременно до середины 1920-х годов сотрудничал в научных институтах Наркомпроса, преподавал в 1-м и 2-м МГУ. Продолжал просветительскую деятельность среди учителей, был инициатором издания справочной литературы для педагогов советской школы (педагогические календари, спутники учителя и др.).
23 октября 1922 года Чарнолуский был арестован как бывший член партии кадетов и был приговорен к высылке за границу на 3 года. Возражая против этого, он обратился за помощью к Е.П.Пешковой, к А.В.Луначарскому, в органы власти, и по решению Политбюро ЦК РКП(б) и президиума ВЦИК приговор аннулировали.
В конце 1920-х годов посвятил себя библиотековедению и библиографии, став одним из создателей систематической педагогической библиографии в России.
В 1928—1933 гг. работал главным библиотекарем Государственной библиотеки СССР имени В. И. Ленина.
С 1938 года — председатель секции педагогической библиографии Книжной палаты СССР.
В конце 1930-х годов предложил создать в Академии наук СССР секцию для разработки теоретических основ педагогики и народного образования.
Сын — Владимир Владимирович Чарнолуский, ученый-этнограф, фольклорист, писатель, художник. Дочь — Татьяна Владимировна Чарнолуская, скульптор.